# 石墩巡检司城遗址
石墩巡检司城遗址位于中国浙江省嘉兴海宁市黄湾镇（尖山新区）大临村东南俞家场，南邻老沪杭公路，始建于明洪武二十年（1387），原为石墩巡检司驻地，清乾隆五年（1740）后为尖山汛把总（后改千总）驻地。
城址呈四方形，周长240丈（约799.2米），高一丈八尺（约5.99米），宽一丈（约3.33米），四周设护城河，东西设城门及吊桥。砖石城墙于清同治三年（1864）在清军与太平军的激战中遭毁，今仅存隆起的土坡。